# Aileen Fox
Aileen Mary Fox (née Henderson ; 29 juillet 1907 – 21 novembre 2005) est une archéologue britannique, spécialisée dans l'archéologie du sud-ouest de l'Angleterre. Elle a notamment fouillé la forteresse légionnaire romaine d'Exeter, dans le Devon, après la Seconde Guerre mondiale.

## Biographie
Fille d'un avocat Walter Scott Henderson et de son épouse Alice Livingstone Henderson (née Mclean), Aileen Mary Henderson fait ses études à la Chinthurst School dans le Surrey, puis à la Downe House School dans le Kent, où elle reste après son déménagement dans le Berkshire, sous la direction d'Olive Willis. Elle étudie ensuite l'anglais au Newnham College de Cambridge,,.
Après avoir obtenu son diplôme en 1929, elle travaille comme bénévole pour des fouilles à Richborough, dans le Kent, sous la direction de Joscelyn Plunket Bushe-Fox. Elle passe l'hiver suivant à la British School de Rome, avant de retourner à Richborough. En 1932, elle fouille le fort de Hembury, dans le Devon, et Meon Hill, dans leHampshire.
En 1933, elle épouse Cyril Fox, directeur du Musée national du pays de Galles, avec qui elle a trois fils. Les Fox fouillent des sites préhistoriques et romains dans tout le Royaume-Uni, bien que Fox ait continué à diriger ses propres fouilles, par exemple à la forteresse légionnaire romaine d'Isca Augusta (Caerleon, Pays de Galles) en 1939. Elle enseigne à l'University College de Cardiff de 1940 à 1945. Elle mène les trois saisons de fouilles de l'Exeter romaine après les dommages causés par la Seconde Guerre mondiale. Elle occupe ensuite un poste de maître de conférences à l'University College of the South West of England à Exeter en 1947, et y reste jusqu'à sa retraite en 1971.
À partir de la fin des années 1940, elle entreprend des fouilles clés dans le sud-ouest de l'Angleterre, apportant un nouvel éclairage sur l'occupation préhistorique de Dartmoor, les forts de l'âge du fer dans la région et la présence militaire romaine en Cornouailles.
En 1965, elle est l'une des fondatrices du Hillforts Study Group aux côtés de Christopher Hawkes et d'autres. À la fin des années 1960, Fox joue un rôle clé dans la création de l'unité de terrain archéologique d'Exeter. Elle est présidente de la Devon Archaeological Society en 1963-1964 et vice-présidente du Council for British Archaeology. Son livre Roman Britain est le fruit d'une collaboration avec l'artiste Alan Sorrell, qu'elle a rencontré plus tôt à la British School de Rome.
En 1973, Fox devient professeur invité à l'Université d'Auckland, en Nouvelle-Zélande, et de septembre 1974 à 1976, archéologue par intérim au Musée du mémorial de guerre d'Auckland, tandis que l'archéologue du musée, Janet Davidson, étudie en tant que boursière Rhodes à l'Université d'Oxford. Ses dix années en Nouvelle-Zélande sont consacrées à l'enseignement, à la recherche, à la publication et à l'implication dans des organisations telles que la New Zealand Archaeological Association et le New Zealand Historic Places Trust (aujourd'hui Heritage New Zealand). Son intérêt pour les forts de colline la conduit à des archives de sites à Auckland, Northland et Hawkes Bay et à la fouille d'un site pā à Te Awanga en 1974-1975,,. Elle étudie également les sculptures maories, en particulier les coffres funéraires,. Elle retourne en Grande-Bretagne en 1983,
En 1944, Fox est élue membre de la Society of Antiquaries of London en 1985, elle reçoit un doctorat honorifique en lettres à l'Université d'Exeter et en 1998, il devient membre honoraire de la Prehistoric Society.

## Publications
- Aileen Fox, Roman Britain, London, Lutterworth Press, 1961 (ISBN 9780718808006) (illustrations par Alan Sorrell (en).)
- Fox, « The Early Plan and Town Houses of Silchester (Calleva Atrebatum) », Antiquity, vol. 22, no 88,‎ 1948, p. 172–178 (DOI 10.1017/S0003598X00019785, S2CID 163081732)
- Aileen Fox, Roman Exeter (Isca Dumnoniorum): excavations in the war-damaged areas, 1945–1947, Manchester, Published for the University College of the South-West of England by Manchester University Press, 1952
- Fox, « Celtic fields and farms on Dartmoor, in the light of recent excavations at Kestor », Proceedings of the Prehistoric Society, vol. 20,‎ 1955, p. 87–102 (DOI 10.1017/s0079497x00017795, S2CID 130181731)
- Fox, « Some evidence for a Dark Age trading site at Bantham, near Thurlestone, South Devon », The Antiquaries Journal, vol. 35, nos 1–2,‎ 1955, p. 55–67 (DOI 10.1017/s0003581500048617, S2CID 129934196)
- Fox, « Prehistoric Maori storage pits: problems in interpretation », Journal of the Polynesian Society, vol. 83, no 2,‎ 1974, p. 141–154
- Aileen Fox, Prehistoric Maori Fortifications in the North Island of New Zealand, Auckland, Longman Paul. Monograph No. 6 of the New Zealand Archaeological Association, 1976
- Fox, « A new look at Maori carved burial chests », Antiquity, vol. 54, no 210,‎ 1980, p. 7–14 (DOI 10.1017/S0003598X00042782, S2CID 163874764)